# Küçükziyaret, Suruç
Küçükziyaret là một xã thuộc huyện Suruç, tỉnh Şanlıurfa, Thổ Nhĩ Kỳ. Dân số thời điểm năm 2011 là 462 người.